# 朴始昌
朴始昌（韓語：박시창，1903年11月5日—1986年6月7日）是朝鮮日治時期的独立運動家、前大韩民国陸軍將領及國民革命軍軍官。本貫密陽朴氏。

## 生平
朴始昌是朴海謙第三個兒子。6歳時成為朴殷植的養子。
1916年時畢業於五星学校，之後前往海參崴與朴殷植團聚。1919年9月前往上海加入大韩民国临时政府，並參與發行《四民報》。隨後他前往南京中央大学就讀，但於1923年退學。之後回到上海加入朝鮮人青年同盟会。
1926年3月，朴始昌成為黄埔軍官学校砲兵科第5期學生。在校期間他被編入一支砲兵部隊並參加國民革命軍北伐。黄埔軍官学校武漢分校成立後朴始昌進入該校的砲兵科就讀並於1927年畢業。1928年成為南京中央陸軍軍官学校軍官團的一員。1929年，朴始昌加入国民革命軍警衛軍。1930年參與中原大戰。一·二八事變時他是国民革命軍第五軍第87師的一位連長（上尉）。次年朴始昌參與熱河戰役。
1933年9月至1934年，他在南京湯山的陸軍砲兵学校（第2期）學習。他從砲兵学校畢業後成為中央陸軍軍官学校洛陽分校的重兵器教官。1936年8月29日，朴始昌出任陸軍砲兵上尉。1937年七七事变爆發時他是刘安祺部隊所轄的砲兵團的一員。同年他出任中央陸軍軍官学校第一分校第14期第3總隊第1大隊第3隊少校隊附。
中国抗日战争爆發後他被派往位於重庆的新兵訓練處並出任重慶軍政部第1補充訓練處第4團第3營營長。之後他又參與枣宜会战。1940年出任第39軍暫編第51師第1團第2營中校營長。後擔任第51師步兵團團長。他後來又參與长衡会战、桂柳會戰等戰役。1942年，他在抗日战争第三战区司令部任職。1943年12月，他從國防大學特別班第6期畢業。
1943年出任光復軍總司令部高級參謀。1944年10月出任韓国臨時政府參謀部參謀。1945年8月出任光復軍上海暫編支隊長。當時他在上海一帶活動，負責保護韓僑的生命財産，並為朝鮮籍日本兵回到朝鮮半島提供便利。1946年7月，朴始昌回到朝鮮半島。
在韓國統衛部長柳東説的推薦下，他前往韓國陸軍士官學校（特別第3期）就讀，並於1947年3月畢業，之後出任上尉（軍籍編號10358）。一個月後朴始昌的軍階升至少校，同時出任第2團第2營營長。
1948年11月25日出任第16團中校團長。
1949年5月，出任護国軍第102旅長。同年9月，出任大田地區兵事區上校司令官。
朝鲜战争前夕出任忠清道衛戍司令官。1950年7月9日出任第1軍民事部長。
1951年5月，出任韓国勤務團第103師長。
1954年出任全羅北道兵事區司令官。
1956年出任第1軍准將副軍長。
1959年6月，調入預備役。軍銜為少将。。
他曾擔任大同工業顧問、第5代光復会会長。
1963年獲授建國勳章独立章。
1986年6月7日，他在始興的自宅中因年老體弱而去世。

## 親族
- 父 朴殷植（박은식）：独立運動家、韓国臨時政府總統
- 岳父 崔重鎬（최중호）：独立運動家、仁成学校校長
- 妻 崔允信（최윤신）：1936年結婚
- 長男 朴維徹（日语：朴維徹）：前韓國國家報勳處處長、光復会会長
- 長女 朴維淑（박유숙）[22]
- 次男 朴維鍾（박유종）[22]
  - 孫女 珍妮佛·朴（Jennifer Park Stout）：美国国务院东亚和太平洋事务局公共外交副助卿[23][24]、美國國務卿副幕僚長[25]
- 次女 朴維淳（박유순）[22]
- 三女 朴維實（박유실）[22]
- 四女 朴維星（박유성）[22]

## 文獻來源
- 佐々木春隆, , 原書房（日语：原書房）, 1976
- 韓詩俊. . 一潮閣. 1993. ISBN 8-9337-0078-1.
- . 国家報勲処.   [2015-11-19]. （原始内容存档于2015-11-19）.
- 葉泉宏 (2010),黄埔軍校与韓国独立運動PDF

| 官衔          | 官衔                                            | 官衔          |
| ------------- | ----------------------------------------------- | ------------- |
| 前任： 安椿生 | 大韓民国光復会会長 第5代：1976.5.20 - 1977.5.20 | 繼任： 金弘壹 |